# Günther Bauer (Schauspieler)
Günther Georg Bauer (* 12. Oktober 1928 in Bregenz; † 10. Dezember 2020) war Universitätsprofessor für Schauspiel der Universität Mozarteum Salzburg sowie Gründer und langjähriger Leiter des Instituts für Spielforschung und Spielpädagogik (heute Institut für Spielforschung und Playing Arts, Institute for Ludology and Playing Arts). Sein Wirken als Rektor der Hochschule für Musik und darstellende Kunst Mozarteum (spätere Universität Mozarteum) erstreckte sich von 1983 bis 1991.
Er war ein österreichischer (Mozart- und Zwergen-)Forscher, Kulturschaffender (als Autor, Schauspieler, Regisseur), Kulturmanager (als Direktor des Salzburger Kinder- und Jugendtheaters), Pädagoge, passionierter Maler sowie Ehrentitelträger und Vorsitzender; unter anderem bis 2011 in der Funktion des Generalsekretärs des P.E.N.-Clubs Salzburg.

## Leben und Wirken
Günther Bauer war der zweite Sohn von Emilie Bauer und Andreas Bauer. Im Alter von vier Jahren erfolgte die Übersiedlung nach Salzburg. Dort besuchte er die „Übungsschule“ und das Humanistische Gymnasium (Matura 1947). 1951 erlangte er sein Diplom für Schauspiel und Regie an der Akademie „Mozarteum“. Es folgte ein Studium der Theaterwissenschaften, Germanistik und Kunstgeschichte in Wien und Salzburg.
Als Schauspieler, Regieassistent und Dramaturg hatte er Engagements am Salzburger Landestheater, zwei Jahre am Theater in der Josefstadt Wien, fünf Jahre am Volkstheater Wien, ein Jahr am Deutschen Theater in Göttingen und dreizehn Jahre am Burgtheater Wien. In den Jahren 1951–1963 liegt seine Mitwirkung bei den Salzburger, Bregenzer und Bad Hersfelder Festspielen. In der Komödie Immer die Radfahrer von 1958 spielte Günther Bauer eine Nebenrolle als Tenor Bert Erichsen in der Operette der Vogelhändler.
Als Regisseur tätig war er vor allem am Theater der Jugend in Wien, an den Vereinigten Bühnen in Graz, am Deutschen Theater in Göttingen, am Renaissancetheater Berlin und in der kleinen Komödie in Frankfurt. Seit 1960 führte er zahlreiche Regien für den ORF. 1970 verantwortete er eine Inszenierung für die Welttournee der Wiener Sängerknaben.
Ab 1971 war er Professor für Schauspiel an der Hochschule „Mozarteum“. 1972–1976 hatte er Lehraufträge für Schulspiel an der Universität Salzburg. 1978 erfolgte seine Promotion zum Dr. phil. Von 1973 bis 1977 und von 1979 bis 1983 war er Leiter der Abteilung VIII (Darstellende Kunst), vom 1. Oktober 1983 bis zum 30. September 1991 Rektor der Hochschule „Mozarteum“.
Ab 1990 fungierte er als Gründer und Leiter des „Instituts für Spielforschung und Spielpädagogik“ (heute Institut für Spielforschung und Playing Arts/Institute for Ludology and Playing Arts). Seit 1980 ist er Gründungs- und Vorstandsmitglied und künstlerischer Leiter des Salzburger Kinder- und Jugendtheaters. Er leitete zehn große Produktionen mit rund 1.400 Vorstellungen und Gastspielen in Südtirol und Bayern.
Als Schriftsteller betätigte sich Günther Georg Bauer vorrangig auf dem Gebiet der Kinder- und Jugendstücke sowie des Hörspiels. Neun Kinder- und Jugendstücke erlebten über 800 Aufführungen. Die Mehrzahl dieser Stücke wurde entweder vom Fernsehen übernommen oder vom ORF neu produziert. Für die Abteilung „Kinder- und Jugendfunk“ des ORF schrieb er über 200 Kinder- und Jugendhörspiele. Bauer ist auch Verfasser von Libretti, Lied- und Chortexten für Cesar Bresgen, Werner Egk und Hermann Thieme. Er publizierte eine Reihe von Aufsätzen und Forschungsberichten zur Kultur- und Kunstgeschichte des barocken Salzburg.
Günther Bauer engagierte sich für zahlreiche Sozialprojekte im Heiligen Land (Israel, Palästina (Gazastreifen/Westjordanland), Jordanien). 1968 wurde er von Kardinal-Großmeister Eugène Tisserant zum Ritter des Ritterordens vom Heiligen Grab zu Jerusalem ernannt und am 28. April 1968 im Salzburger Dom durch Weihbischof Jakob Weinbacher, Großprior der Österreichischen Statthalterei, in den Päpstlichen Laienorden investiert. Er war zuletzt Offizier des Ritterordens.

## Publikationen (Monographien)
- Mozart und Constanze 1783 zu Besuch in Salzburg.[6] – Salzburg: Freunde der Salzburger Geschichte 2012.
- Was Sie schon immer über Mozart wissen wollten[7] – St. Pölten und Salzburg: Residenz Verlag 2011.
- Mozart. Geld, Ruhm und Ehre.[8] – Bad Honnef: Bock 2009.
- Mozart. Glück, Spiel und Leidenschaft.[9] – Bad Honnef: Bock 2003 (2. Auflage 2005) (Auf Englisch erschienen: Mozart a Great Lover of Games[10] – Bad Honnef: Bock 2006)
- Salzburger Barockzwerge.[11] Das barocke Zwergentheater des Fischer von Erlach im Mirabellgarten Salzburg. – Welsermühl, Wels: Verlag Galerie Welz 1989.
- Der spielende Mensch.[12] Ausweg oder Irrweg. – Schriften der Hochschule „Mozarteum“ Salzburg, Heft 9. München: Katzbichler 1984. (Inaugurationsrede im Mozarteum, Salzburg am 3. November 1983)
- Das freie Spiel in der Schule. Von Interaktionsspielen zum Schultheater. Hrsg. Bundesverband für Schulspiel, Jugendspiel und Amateurtheater, Graz 1981. Als Dissertation: Das freie Spiel in der Schule. Universität Wien, Wien 1977.

### Publikationen als Herausgeber
- Buchreihe Homo ludens – der spielende Mensch.
  - Bände 1–10, 1991–2000.
- Zahlreiche Ausstellungskataloge
- Wissenschaftliche Fachartikel in Periodika und Sammelwerken

Eine Publikationsliste findet sich im Buch Günther G. Bauer, ein „Ewigspielender“ ab Seite 284 ff.

## Dokumentarfilm
- Der Zwergengarten von Mirabell. Skurrile Meisterwerke aus Stein. (Auftritt als Interviewpartner.) Dokumentarfilm (45 Min.), A 2014. Buch und Regie: Christian Hager.

## Weitere Tätigkeiten
Seit 1979 war Bauer Generalsekretär des Österreichischen P.E.N.-Clubs Salzburg; er organisierte die bisher 57 öffentlichen Lesungen.

## Ehrungen und Auszeichnungen
- Aufnahme in den Ritterorden vom Heiligen Grab zu Jerusalem (1968)
- Ausgezeichnet mit dem Ehrenkreuz für Wissenschaft und Kunst I. Klasse des Bundesministeriums für Wissenschaft und Forschung, dem Goldenen Verdienstzeichen des Landes Salzburg, dem Goldenen Ehrenzeichen der Republik Österreich sowie dem Tiroler Adlerorden in Gold des Landes Tirol.
- Ehrenmitglied der Universität Mozarteum[4] und der internationalen Stiftung Mozarteum.
- Verleihung des Ehrenringes der Stadt Salzburg (2018)